# Медресе Мирзо Хамдама
Медресе Мирзо Хамдама (Мирзо Хамдам) (узб. Mirzo Hamdam madrasasi) — медресе в историческом центре Бухары (Узбекистан), воздвигнутое в 1897 году при узбекском правителе Абдулахад-хане (1885–1910) на средства некоего Мирзо Хамдама. Расположено на улице «Ругангарон» махалли им. Имама Бухари.
Архитектурный памятник входит в «Национальный перечень объектов недвижимости материального культурного наследия Узбекистана». В настоящее время является объектом туристического сервиса.
Государственная программа предусматривала капитальное восстановление и реставрацию медресе в 2014 году.